# Nathanael Schmitt

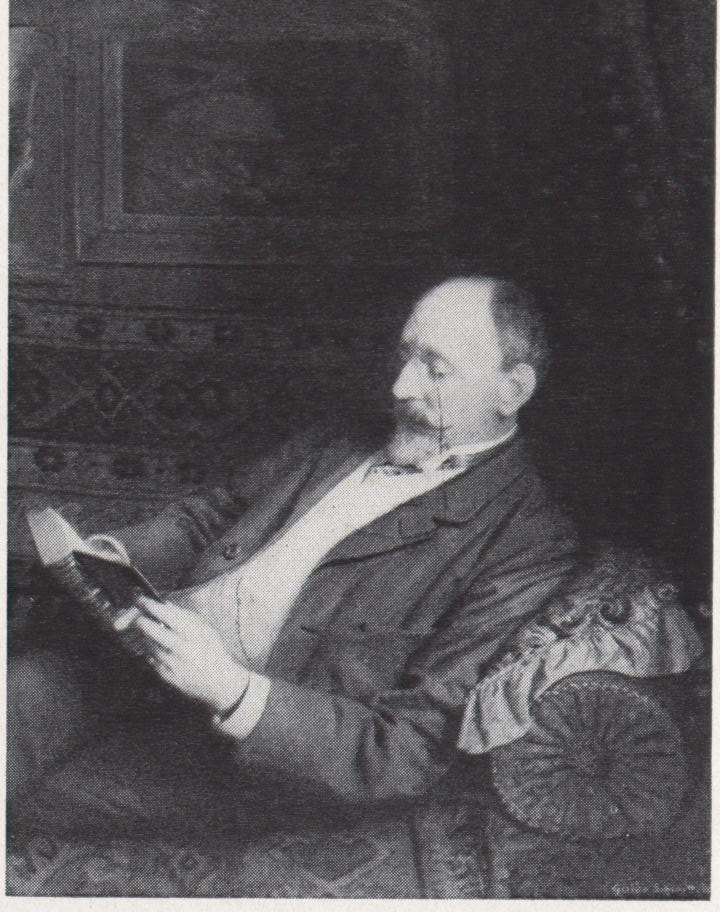
Nathanael Schmitt gemalt von seinem Bruder Guido Philipp Schmitt, 1918

Nathanael Schmitt (* 21. Februar 1847 in Heidelberg; † 30. Juni 1918 in Karlsruhe) war ein deutscher Maler, der längere Zeit in Rom wirkte. Er gehört zur Heidelberger Malerdynastie Schmitt, die vier bedeutende Maler hervorbrachte: neben Nathanael Schmitt dessen Bruder Guido Philipp Schmitt, der gemeinsame Vater Georg Philipp Schmitt und der Onkel Franz Schmitt.

## Leben

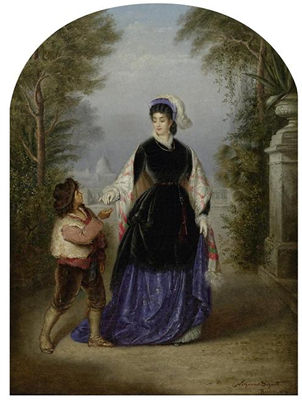
Nathanael Schmitt, Römische Dame mit Bettler, im Hintergrund der Vatikan, 1874

Am 21. Februar 1847 wurde Nathanael Schmitt als Sohn des Malers Georg Philipp Schmitt und seiner Frau Eva Katharina, geb. Kaysser, einer Bäckerstochter, geboren. Ebenso wie schon der ältere Bruder Guido Philipp Schmitt erhielt Nathanael zunächst Malunterricht bei seinem Vater. Der ausgefallene Vorname Nathanael geht offenbar auf dessen Kontakte zur religiös motivierten Malerschule der Nazarener zurück.
Von 1868 bis 1871 besuchte Nathanael Schmitt die Kunstschule in Karlsruhe, zwischen 1872 und 1880 war Rom sein ständiger Aufenthaltsort, wo viele seiner Bilder entstanden. Eines der bekanntesten Werke ist das Porträt des Kardinals Alessandro Franchi. Nach dem Urteil des Heidelberger Kunsthistorikers Karl Lohmeyer entwickelte Schmitt in Rom seinen eigenen, von der stillen und innigen Kunst des Vaters und Bruders völlig verschiedenen Malstil, mit dem er namentlich in seinen Porträts eine gewisse Monumentalität anstrebte. In Rom hat der Heidelberger Künstler auch einmal Nanna (Anna Risi), das bekannte römische Modell Anselm Feuerbachs gemalt. 1878 porträtierte er den Philosophen Kuno Fischer.
Nathanael Schmitt heiratete im Jahr 1879 Cornelie von Ammon, Tochter des Kölner Oberappellationsgerichtsrates Friedrich von Ammon, der in der rheinisch-preußischen Justizgeschichte und in der allgemeinen Politik zwischen 1827 und 1871 eine bedeutsame Rolle spielte.
Um 1881/82 zog Schmitt nach Saarbrücken, wo er in den nächsten fünf Jahren viele Porträts, hauptsächlich von Personen aus dem Bereich der Großindustrie, schuf.
Ab 1886 lebte und wirkte der Künstler in Karlsruhe, von wo er zahlreiche Auslandsreisen, z. B. nach Griechenland und in die Türkei, unternahm. Von seinen Reisen brachte er neue Anregungen und Ideen mit. 1904 malte Nathanael Schmitt das Bild „Unser Steuermann“, ein zeittypisches Motiv Kaiser Wilhelm II., das besonders für patriotische Postkarten beliebt war und in den verschiedensten Ausführungen publiziert wurde. Der Maler starb am 30. Juni 1918 in Karlsruhe.
Nathanael Schmitts Tochter Cornelie heiratete den Rechtsanwalt Franz Xaver Honold, zeitweilig Badischer Gesandter in Berlin. Schmitts Sohn Gerhard ehelichte Marie Mommsen, Enkelin des berühmten Historikers Theodor Mommsen.
Die Brüder Nathanael und Guido Philipp Schmitt entwarfen auch das Grabmal ihres Onkels Franz Schmitt (mit Porträtrelief) auf dem Hauptfriedhof zu Frankenthal (Pfalz).

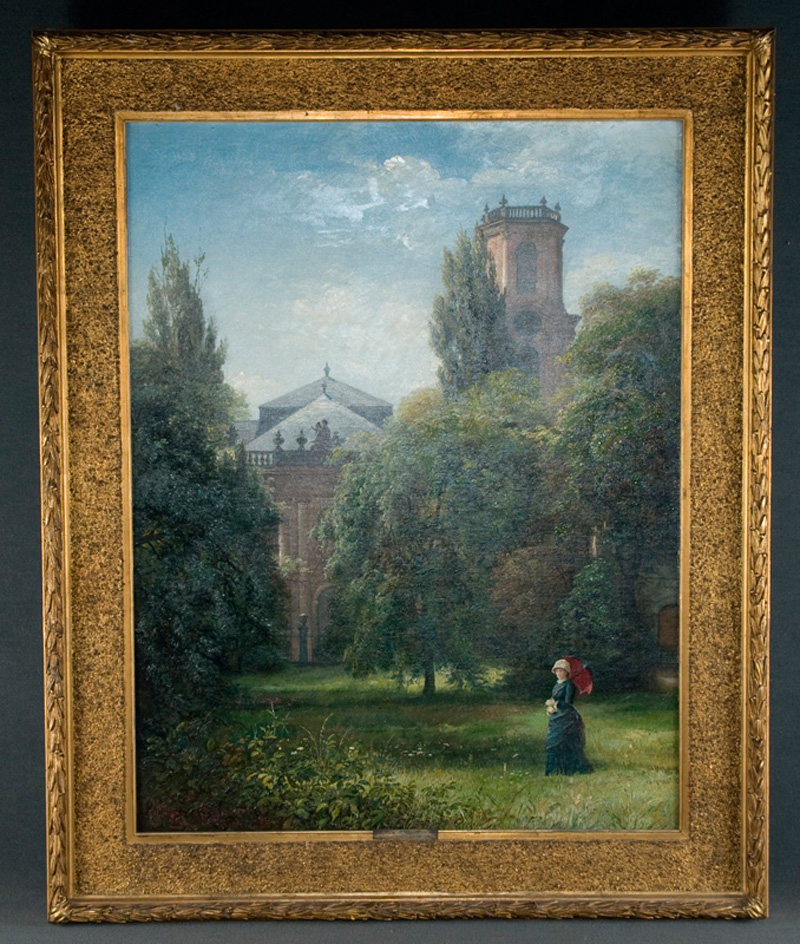
Spaziergang einer Dame vor der Ludwigskirche (Saarbrücken), 1885
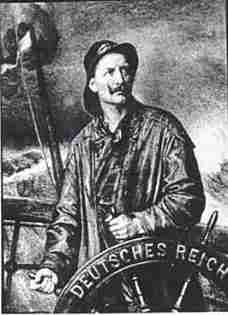
„Unser Steuermann“, 1904 (Wilhelm II. als Steuermann, ein beliebtes Postkartenmotiv der Kaiserzeit)